# Barbula meidensis
Barbula meidensis là một loài rêu trong họ Pottiaceae. Loài này được Cufod. mô tả khoa học đầu tiên năm 1951.